# Periferija Epir
Epir je planinska periferija (pokrajina) u sjeverozapadnom dijelu Grčke. Glavni grad je Janjina (grč. Ιωάννινα ili Γιάννενα ili Γιάννινα).